# Rördragning
Rördragning är en metallbearbetningsprocess som används för att justera rörets dimension, ytkvalitet och materialegenskaper vid rörtillverkning. Detta görs genom att krympa rörets diameter genom att dra röret genom ett formverktyg. Formen bestämmer då rörets ytterdiameter och för att påverka innerdiametern finns ett antal olika verktygstyper. Processen innebär att högkvalitativa rör kan tillverkas med hög hållfasthet tack vare kallbearbetningen och med höga krav på toleranser. Processen är mångsidig och är därför lämplig för både storskalig och småskalig produktion.

## Processer
Det finns fem typer av rördragningsprocesser: rörminskning, stångdragning, stationär dorndragning, rörlig dorndragning och flytande dorndragning. Dorn används i flera av processerna för att förhindra skrynkling av arbetsstycket.